# Sextonis incurvatus
Sextonis incurvatus är en kräftdjursart som först beskrevs av Lang 1965.  Sextonis incurvatus ingår i släktet Sextonis och familjen Leptastacidae. Inga underarter finns listade i Catalogue of Life.